# Revolution (série télévisée)
Pour les articles homonymes, voir Révolution (homonymie).
Ne doit pas être confondu avec La Révolution (série télévisée).
Revolution est une série télévisée de science-fiction post-apocalyptique américaine en 42 épisodes de 43 minutes produite et créée par Eric Kripke, diffusée entre le 17 septembre 2012 et le 21 mai 2014 sur le réseau NBC aux États-Unis et en simultané sur Citytv au Canada.
Au Québec, la série est diffusée depuis le 17 septembre 2013 sur le réseau V, en Belgique, depuis le 1er décembre 2013 sur La Deux et en France, depuis le 25 avril 2014 sur NT1. Néanmoins, elle reste encore inédite en Suisse.

## Synopsis
Quinze ans après un blackout qui a touché toute la planète dans la nuit du 4 au 5 mars 2014, des personnes luttent pour leur survie et pour retrouver leurs proches dans un monde où toute forme d’énergie électrique a disparu. Sur le territoire des États-Unis dont le gouvernement central a disparu, la vie est dirigée par des milices armées et le risque d'une mort prochaine est imminent.

## Distribution

### Acteurs principaux
- Billy Burke (VF : Pierre Tessier) : Miles Matheson
- Tracy Spiridakos (VF : Nastassja Girard) : Charlotte « Charlie » Matheson
- David Lyons (VF : Rémi Bichet) : Sebastian « Bass » Monroe
- Elizabeth Mitchell (VF : Dominique Vallée) : Rachel Matheson
- Zak Orth (VF : Bruno Magne) : Aaron Pittman
- Giancarlo Esposito (VF : Gilles Morvan) : le capitaine Tom Neville
- J. D. Pardo (VF : Jean-François Cros) : Jason Neville
- Daniella Alonso (VF : Anne Tilloy) : Nora Clayton (saison 1, épisodes 2 à 20)
- Graham Rogers (VF : Brice Ournac) : Danny Matheson (saison 1)
- Tim Guinee (VF : Pierre-François Pistorio) : Ben Matheson (saison 1 épisode 1; invité ensuite)
- Anna Lise Phillips (en) (VF : Hélène Bizot) : Maggie Foster (saison 1, épisodes 1 à 4)
- Stephen Collins (VF : Jean-Luc Kayser) : Docteur Gene Porter (saison 2)
- Maria Howell (VF : Odile Schmitt) : Grace Beaumont (1 épisode puis récurrente)

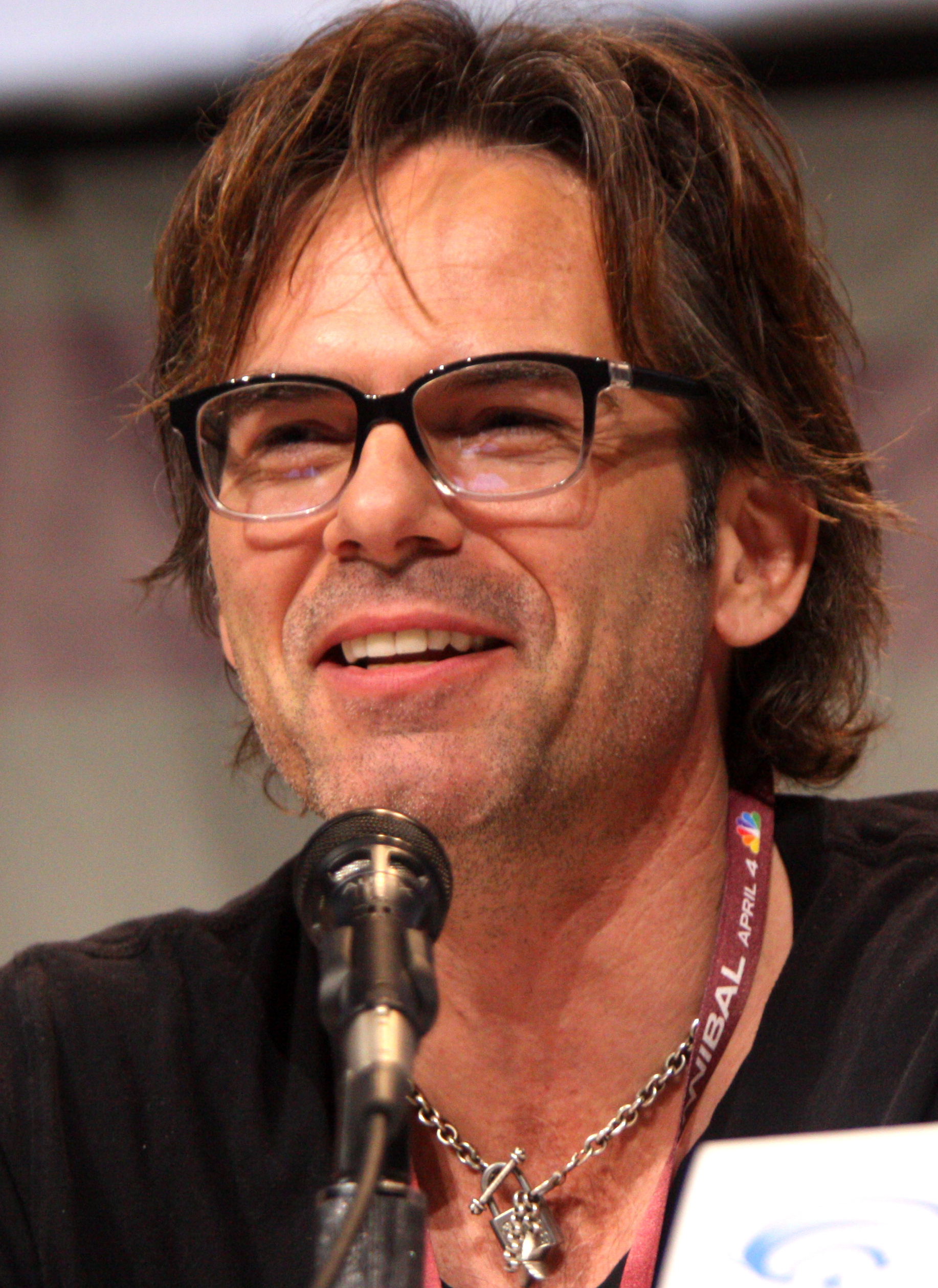
Billy Burke interprète Miles Matheson.
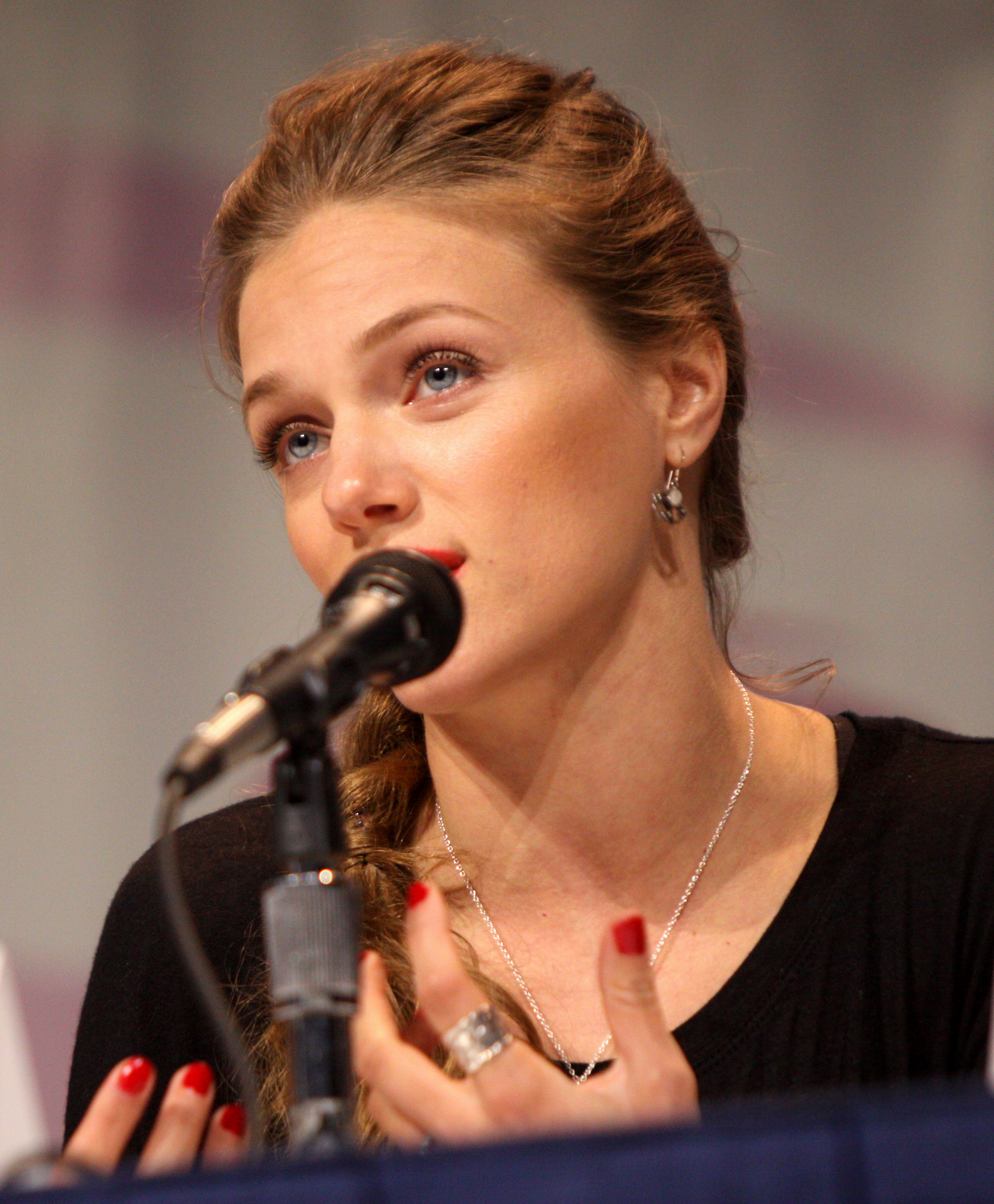
Tracy Spiridakos interprète Charlie Matheson.
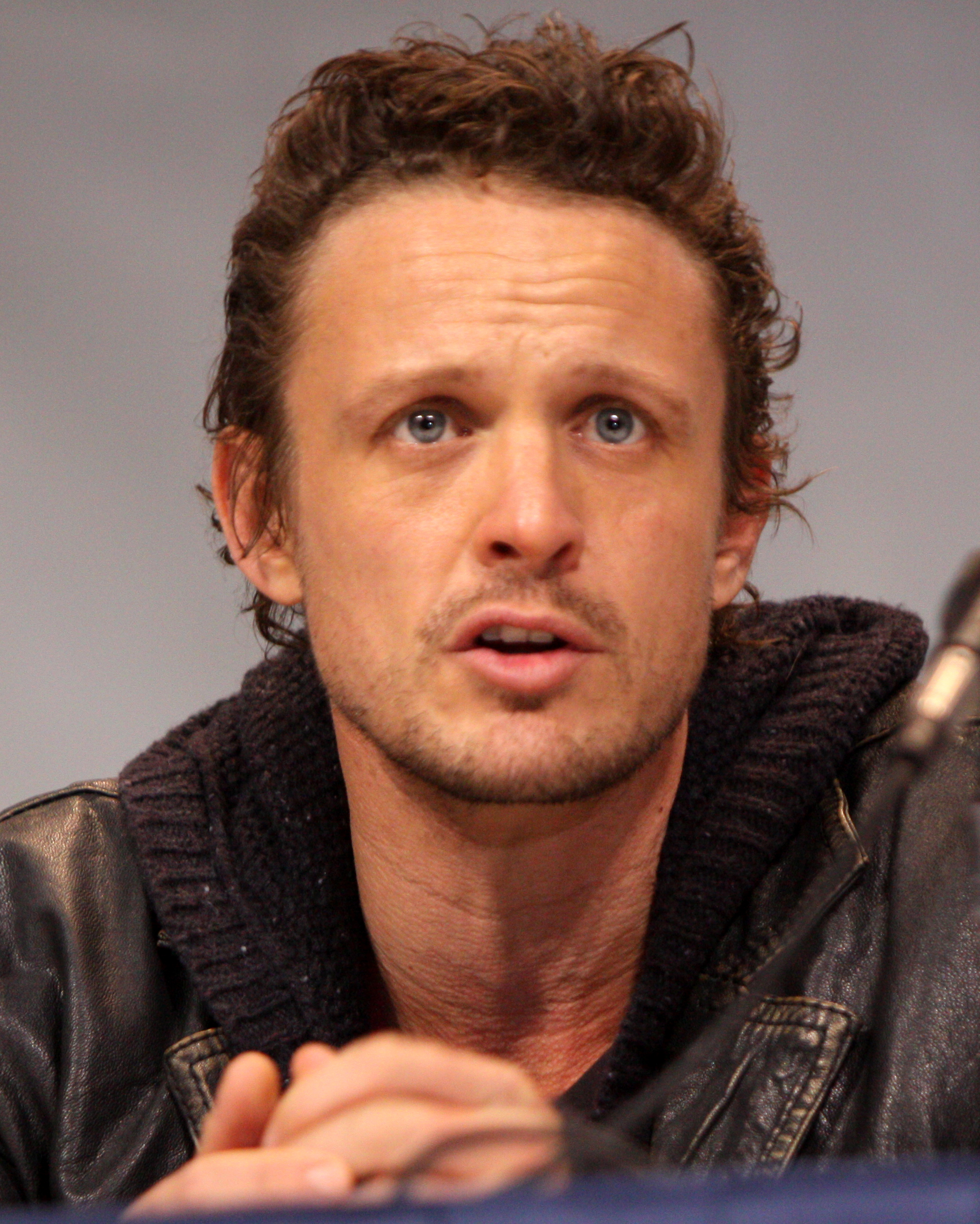
David Lyons interprète le Général Sebastian Monroe.
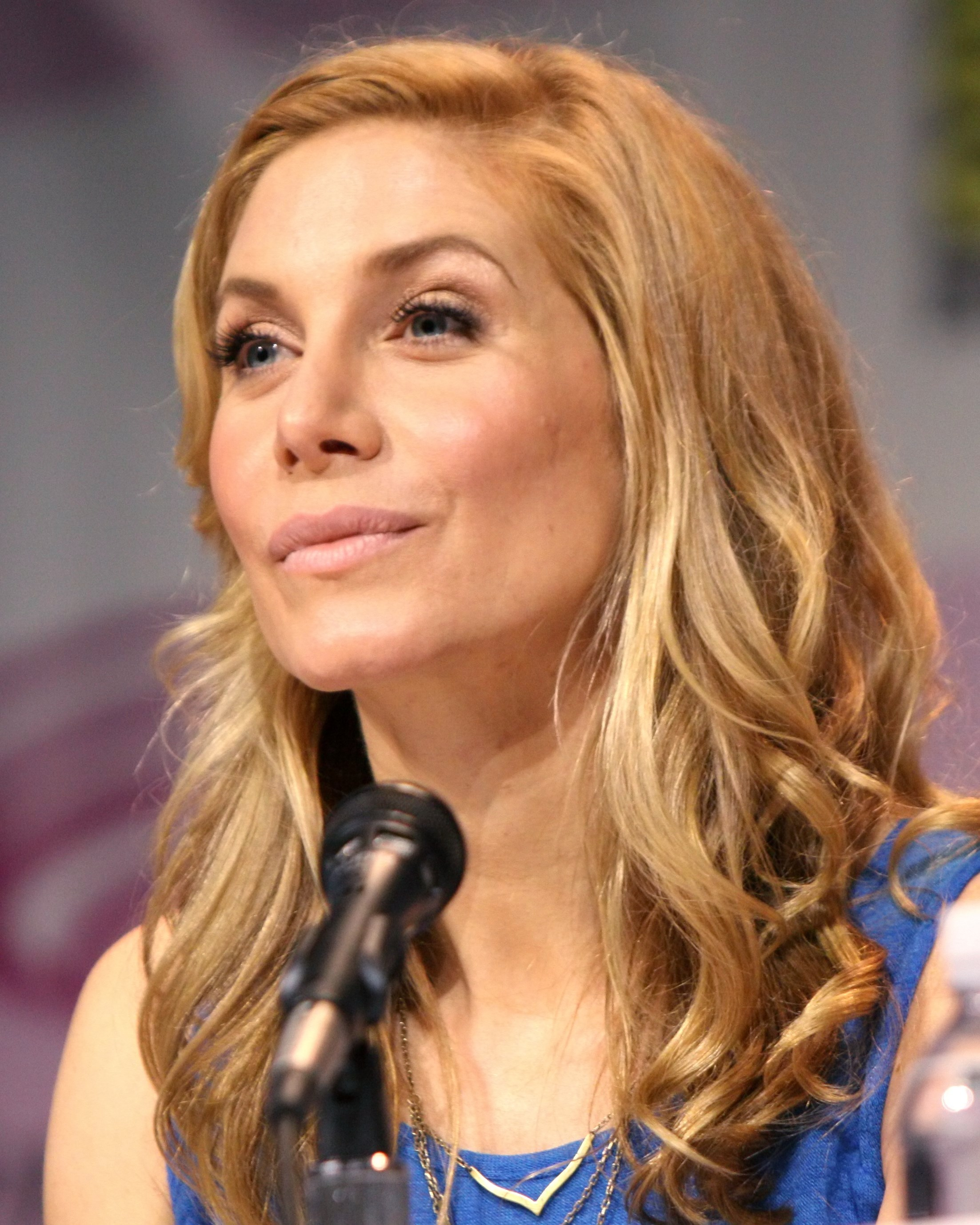
Elizabeth Mitchell interprète Rachel Matheson.
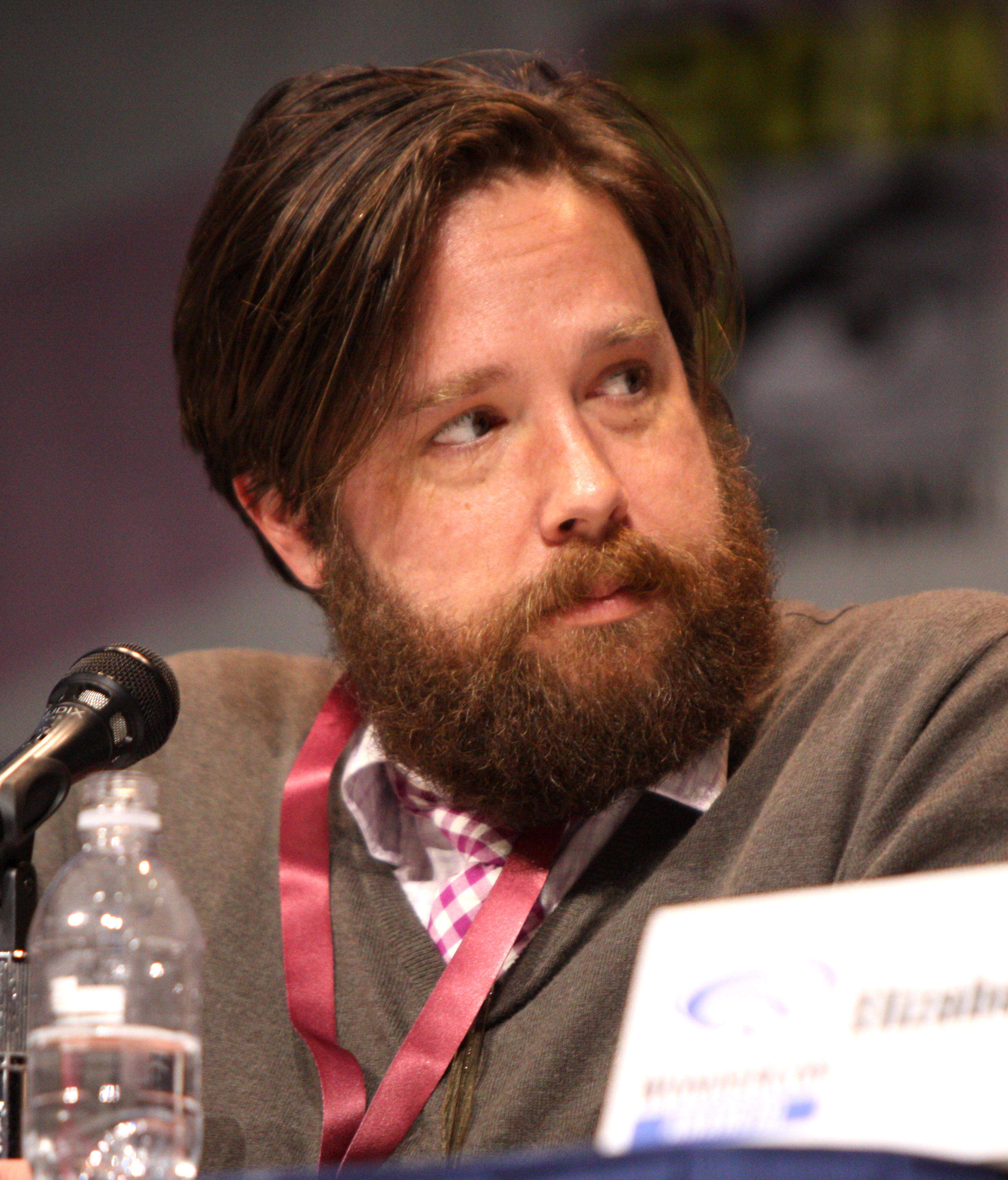
Zak Orth interprète Aaron Pittman.
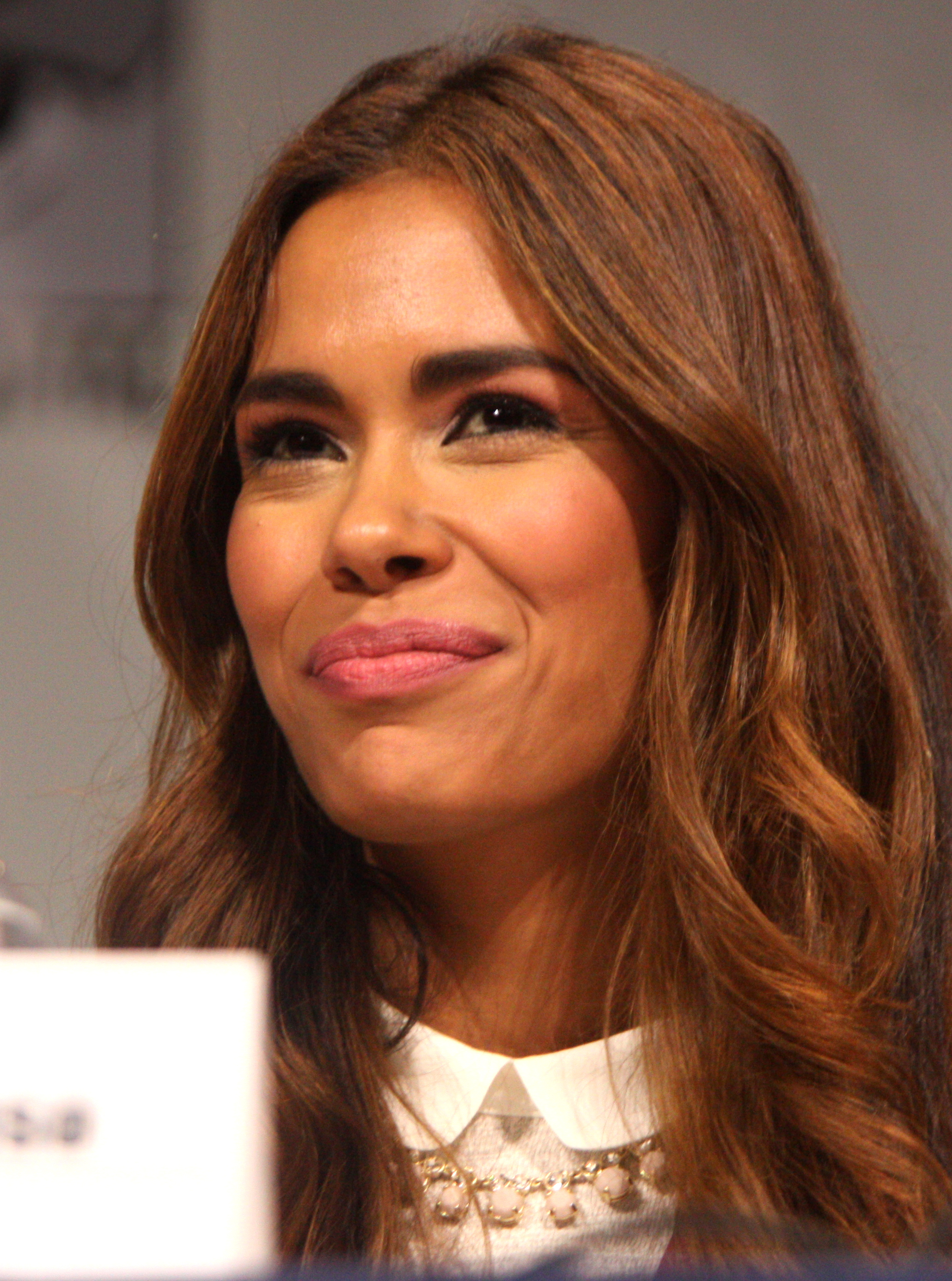
Daniella Alonso interprète Nora Clayton.
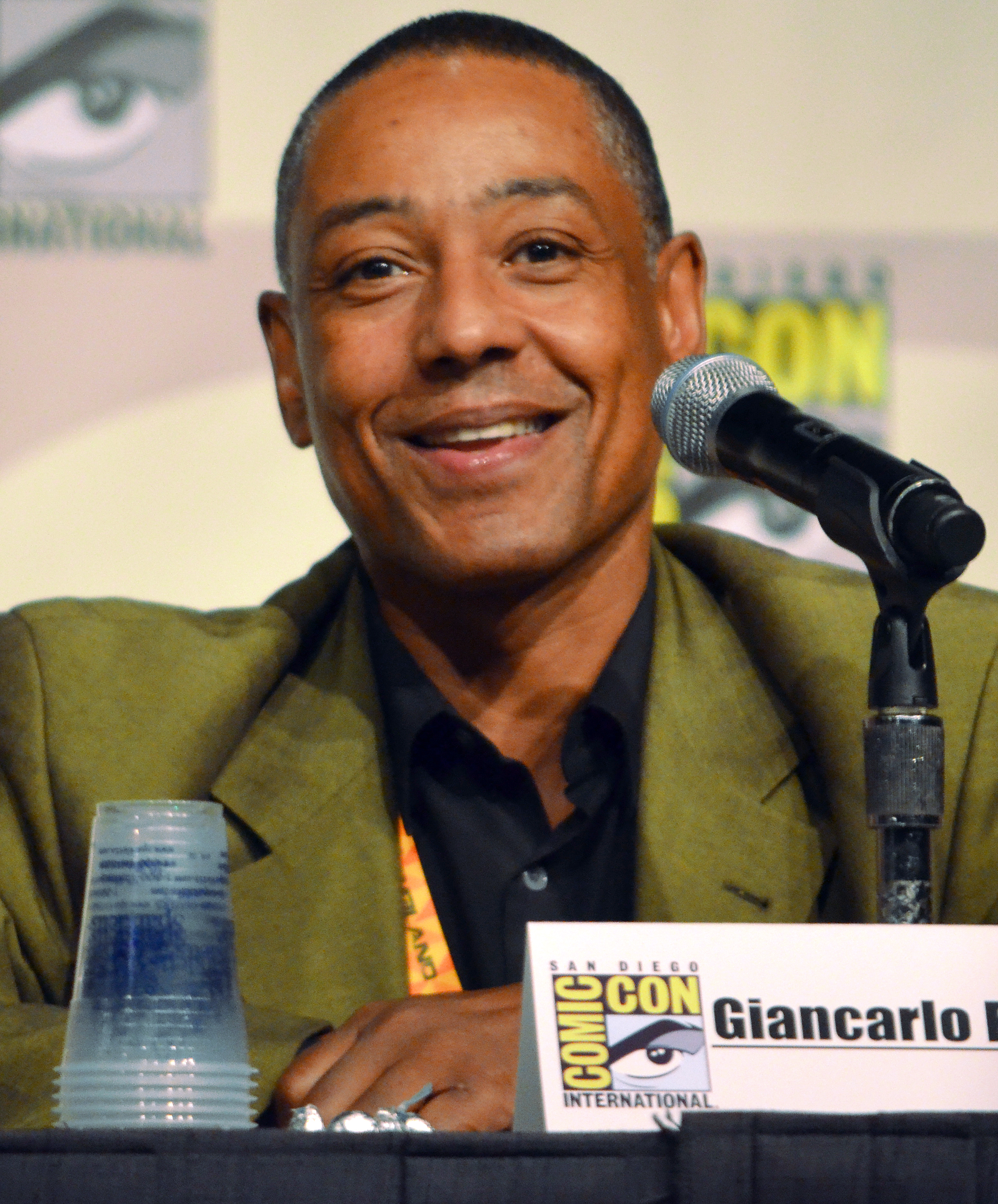
Giancarlo Esposito interprète le capitaine Tom Neville.
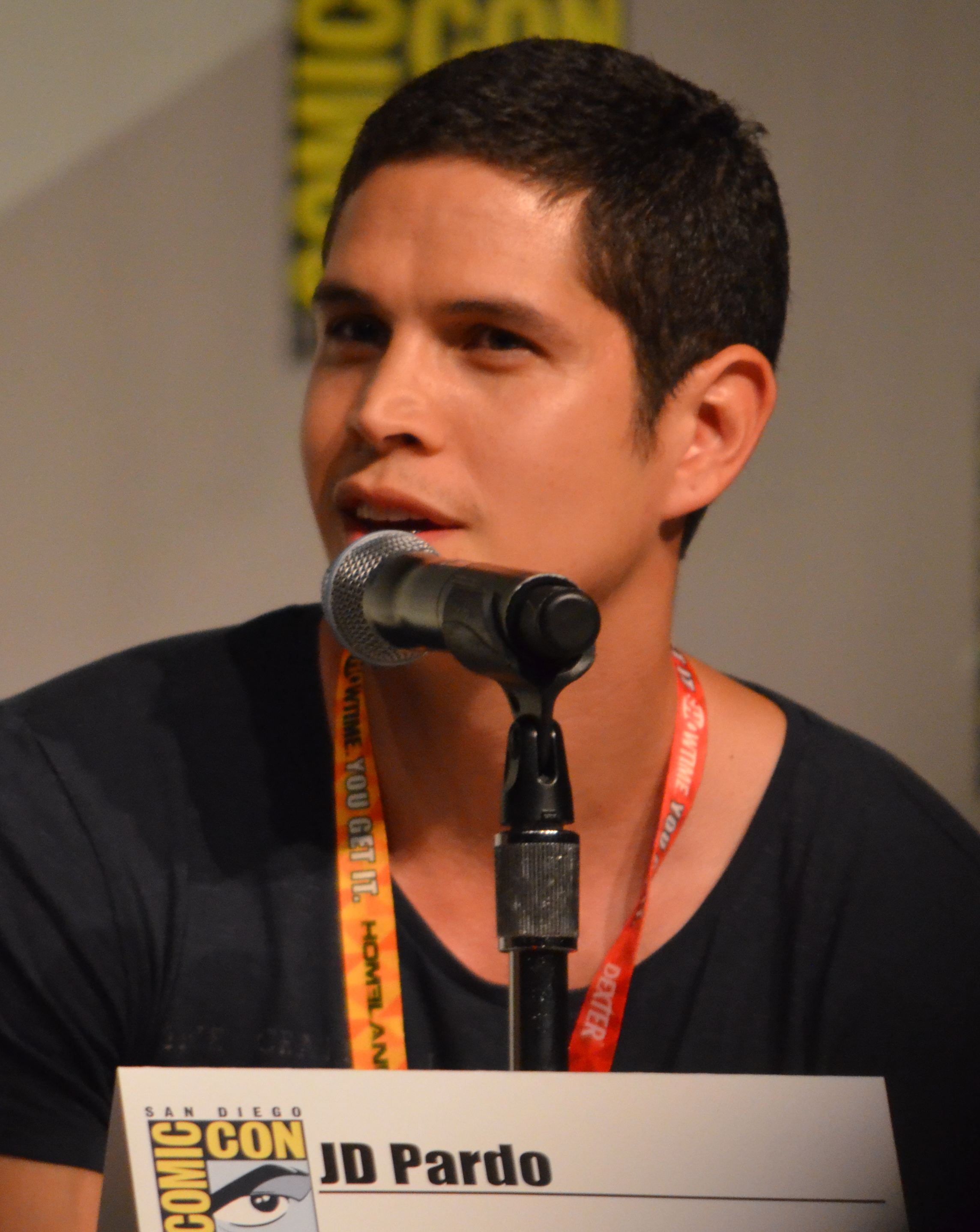
J. D. Pardo interprète Jason Neville.
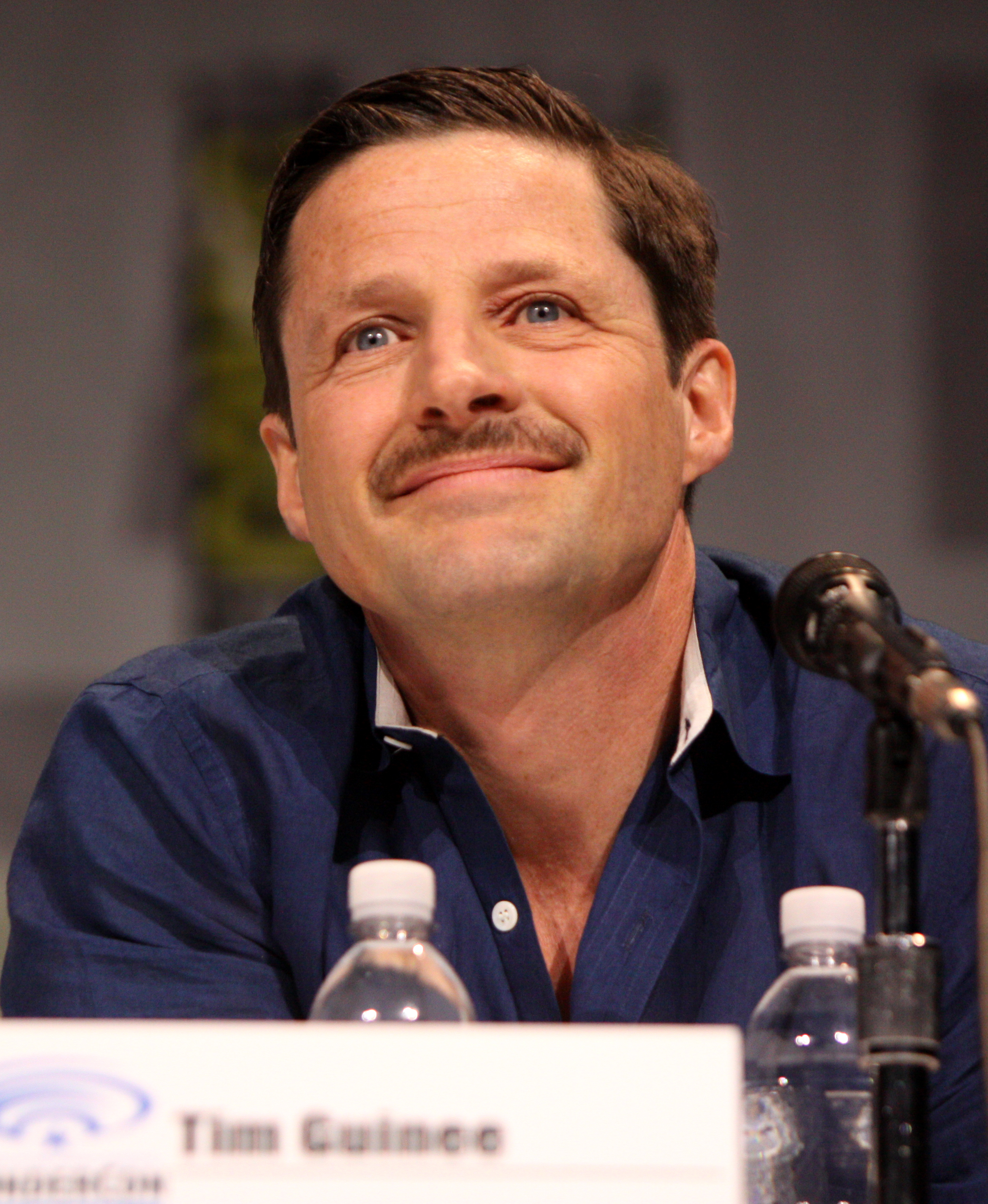
Tim Guinee interprète Ben Matheson.
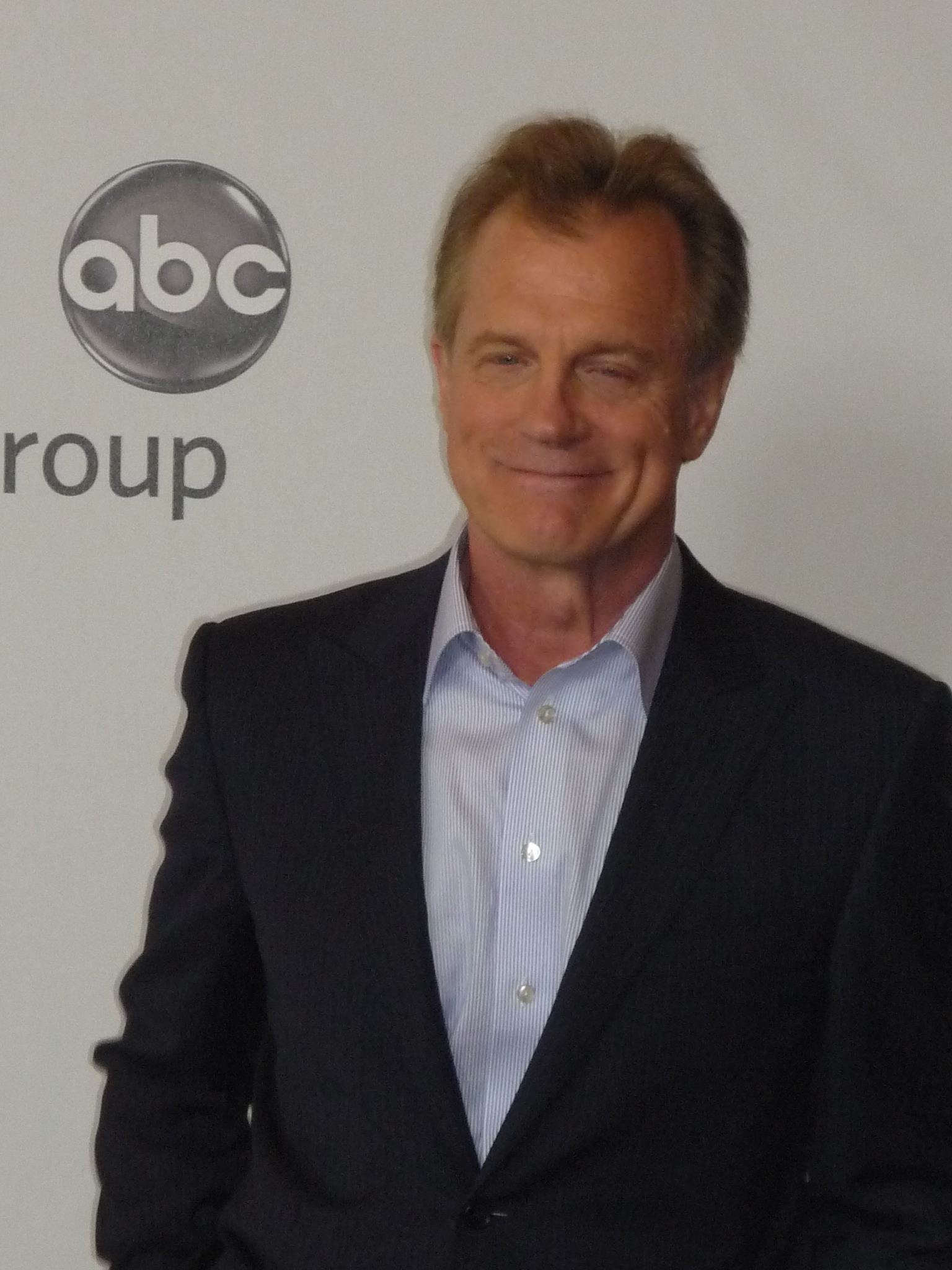
Stephen Collins interprète Gene Porter.
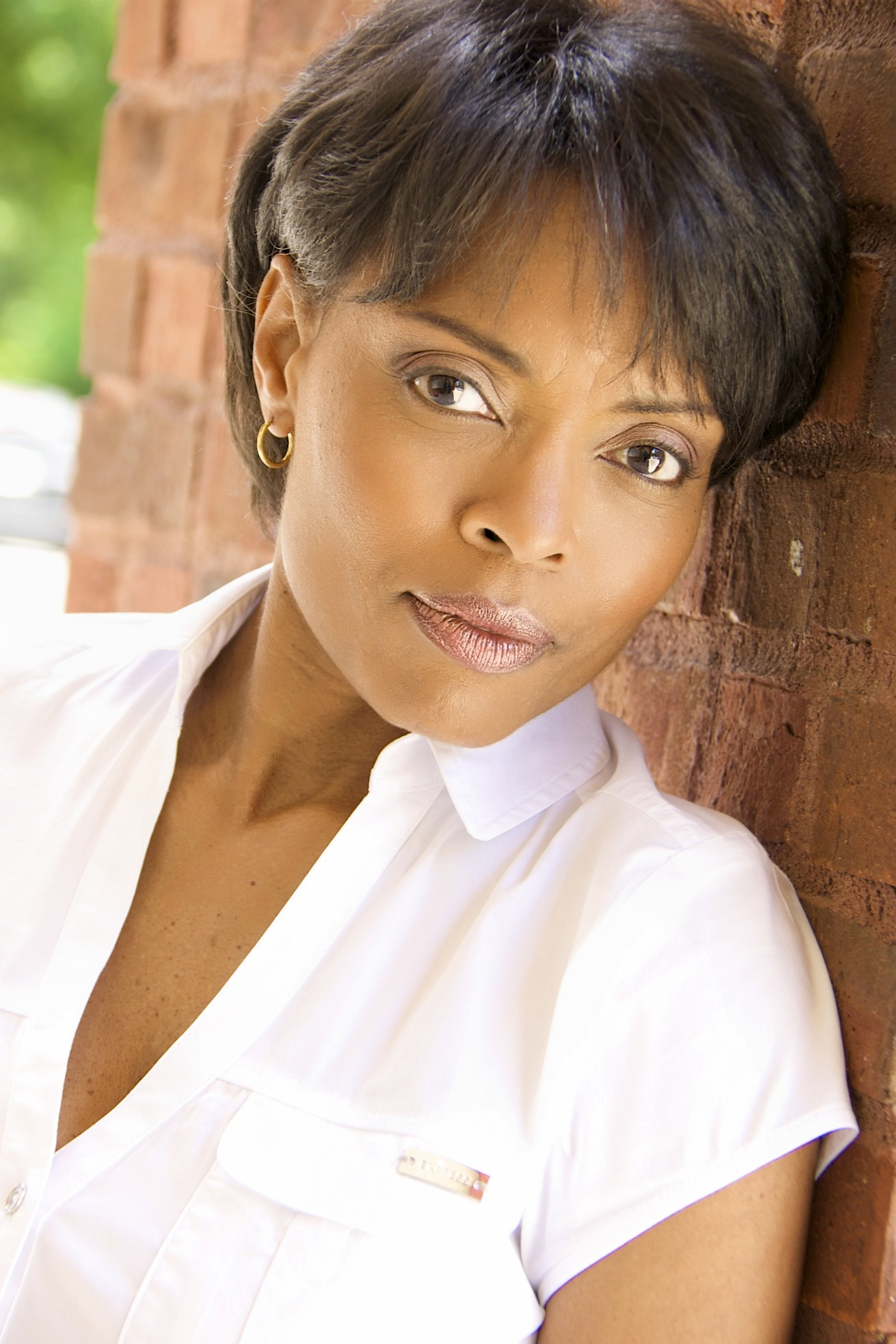
Maria Howell interprète Grace Beaumont.

### Acteurs récurrents

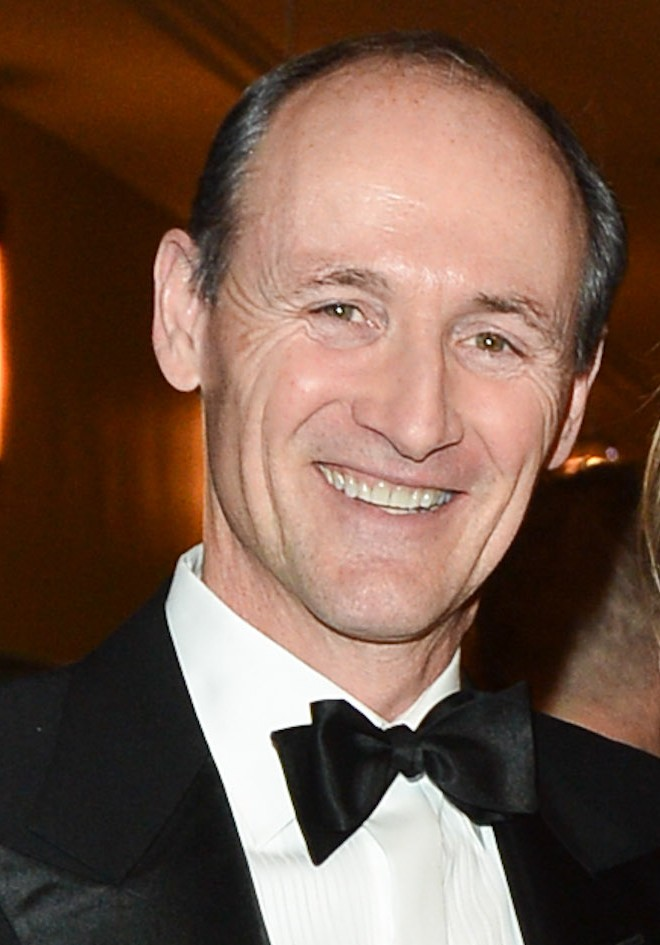
Colm Feore interprète Randall Flynn, personnage de la 1re saison.

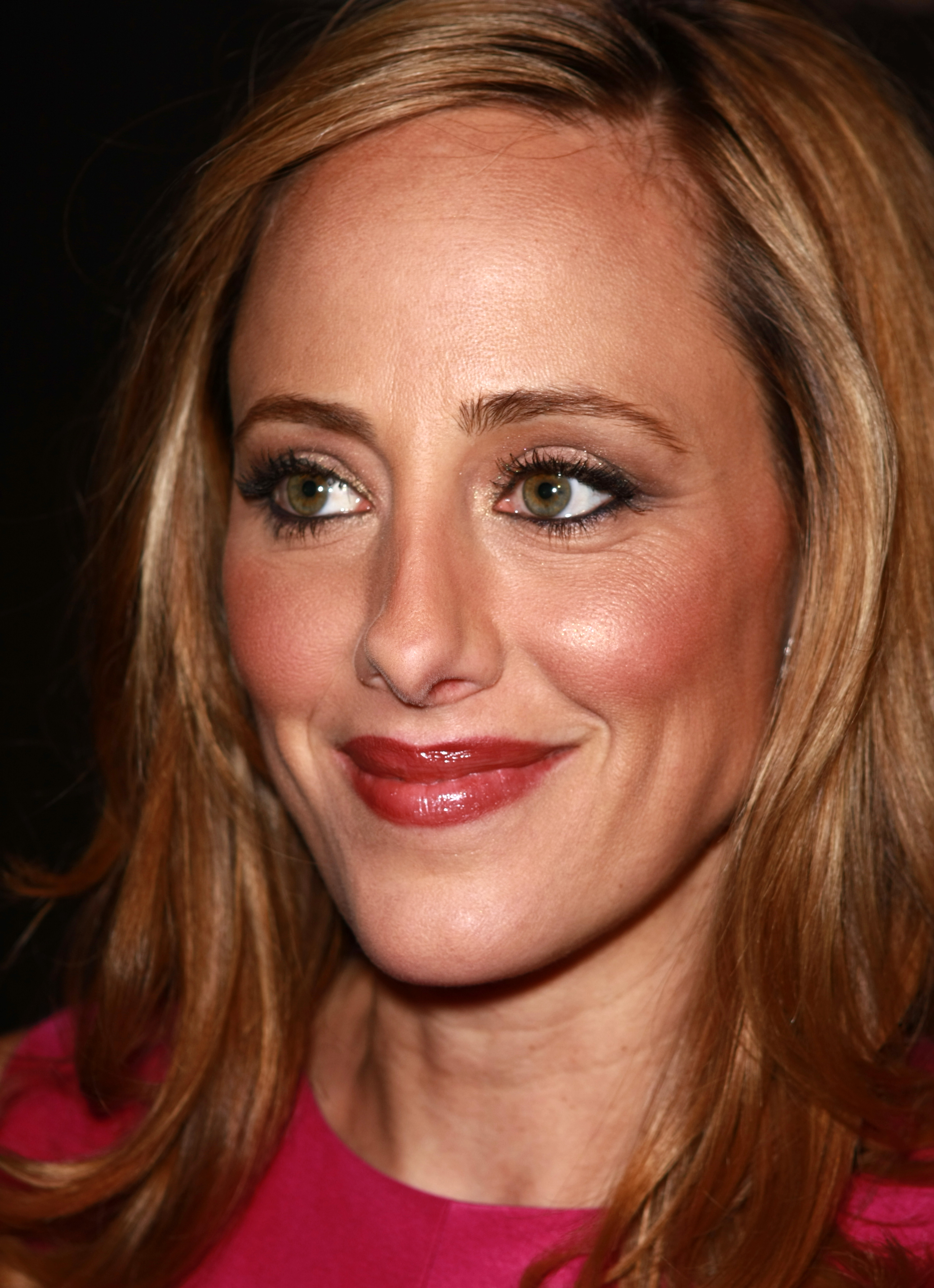
Kim Raver interprète Julia

- Kim Raver (VF : Juliette Degenne) : Julia, la femme de Tom Neville
- Maureen Sebastian (VF : Marie-Eugénie Maréchal) : Priscilla, la femme de Aaron Pittman
- Colm Feore (VF : Edgar Givry) : Randall Flynn, ancien Secrétaire adjoint de la Défense des États-Unis (saison 1)
- Mark Pellegrino (VF : Guillaume Lebon) : capitaine Jeremy Baker (saison 1)
- David Meunier (VF : Roland Timsit) : sergent Will Strausser (saison 1)
- Ric Reitz : colonel John Faber (saison 1)
- Conor O'Farrell : Bradley Jaffe (saison 1)
- Leslie Hope (VF : Véronique Augereau) : Kelly Foster, la présidente de la fédération de Georgie (saison 1)
- Leland Orser (VF : William Coryn) : John Sanborn (saison 1)
- Patrick Saint-Esprit (VF : Philippe Vincent) : Wayne Ramsey (saison 1)
- Ramon Fernandez (VF : Stéphane Pouplard) : le major Franklin (saison 1)
- Malik Yoba (VF : Pascal Germain) : Jim Hudson (saison 1)
- Kate Burton : Dr Jane Warren (saison 1)
- Dayo Okeniyi : Alec Penner (saison 1)
- Avis-Marie Barnes : Beth (saison 1)
- Annie Wersching : Emma (saison 1)
- Jessica Collins : Cynthia (saison 2)
- Patrick Heusinger (en) : Adam (saison 2)
- Nicole Ari Parker : Secretary Justine Allenford (saison 2)
- Richard T. Jones : (VF : Jean-Paul Pitolin) : Ken Dawson (saison 2)
- Steven Culp (VF : Georges Caudron) : Edward Truman (saison 2)
- Jim Beaver : John Franklin Fry (saison 2)
- Željko Ivanek (VF : Hervé Bellon) : Dr Calvin Horn (saison 2)
- Christopher Cousins (VF : Guy Chapellier) : patriote Victor Doyle (saison 2)
- Mat Vairo (en) : Connor, fils de Sebastian (saison 2)
- Daniel Henney (VF : Xavier Fagnon) : Peter Garner (saison 2)
- Jack Scalia : Bill Harlow (saison 2)

- Version française :
  - Société de doublage : Dubbing Brothers[8],[9]
  - Direction artistique : Claire Guyot[8],[9]
  - Adaptation des dialogues : Edgar Givry et Samuel Bigot[9]

 Source et légende : version française (VF) sur RS Doublage et Doublage Séries Database

## Production

### Développement
En septembre 2011, le développement de la série a débuté. Puis, le 2 février 2012, un pilote a été commandé, réalisé par Jon Favreau.
Le 7 mai 2012, NBC a commandé la série pour la saison 2012-2013 et a annoncé six jours plus tard sa case horaire du le lundi à 22 h. À la suite des bonnes audiences, NBC a commandé le 2 octobre 2012, après la diffusion du troisième épisode, une saison complète de 22 épisodes de la série. Le 6 janvier 2013, Bob Greenblatt, le directeur de NBC, a annoncé que la deuxième partie de la saison ne compterait « que dix épisodes au lieu des douze initialement annoncés », portant la série à un total de vingt épisodes.
Durant la pause hivernale, des webisodes de 4 minutes ont été mis en ligne le 18 février 2013 sur le site de la NBC.[réf. souhaitée]
Le 26 avril 2013, la série a été renouvelée pour une deuxième saison de vingt-deux épisodes. Le 12 mai 2013, NBC annonce qu'elle changera de case horaire à l'automne pour le mercredi à 20 h.
Le 9 mai 2014, la série est officiellement annulée.

### Casting
Les rôles ont été attribués dans cet ordre : Graham Rogers, Tracy Spiridakos et Anna Lise Phillips (en), Giancarlo Esposito, Billy Burke, Tim Guinee, Andrea Roth et J. D. Pardo, Zak Orth, David Lyons et Maria Howell.
Le 23 mai 2012, NBC annonce que le rôle de Maggie, attribué à Anna Lise Phillips, fera partie de quelques épisodes et disparaîtra alors que le rôle de Rachel Matheson attribué à Andrea Roth a été re-casté et est incarné par Elizabeth Mitchell.
En juin 2012, Daniella Alonso a été choisie pour interpréter un personnage ajouté, celui de Nora.
En juillet 2012, l'acteur Derek Webster a obtenu un rôle le temps d'un épisode.
En août 2012, Maureen Sebastian a obtenu un rôle récurrent et Jeff Fahey, un rôle le temps d'un épisode.
En septembre 2012, les acteurs Kim Raver et David Meunier ont obtenu un rôle récurrent.
En octobre 2012, les acteurs Leland Orser et Patrick Saint-Esprit ont obtenu un rôle le temps d'un épisode.
En janvier 2013, Leslie Hope a obtenu un rôle récurrent et Annie Wersching, un rôle le temps d'un épisode.
Parmi les invités et récurrents de la deuxième saison : Jessica Collins, Patrick Heusinger (en), Stephen Collins, Nicole Ari Parker, Steven Culp, Jim Beaver, Željko Ivanek, Christopher Cousins, Mat Vairo, Bret Michaels et Daniel Henney.

### Fiche technique
- Titre original : Revolution
- Titre québécois : Révolution[49]
- Création : Eric Kripke
- Réalisation : Jon Favreau
- Scénario : Eric Kripke
- Direction artistique : Drew Monahan
- Décors : Zack Grobler
- Costumes : Ha Nguyen
- Photographie : Michael Bonvillain
- Casting : Chase Paris
- Production : J. J. Abrams, Bryan Burk et Eric Kripke
- Sociétés de production : Bad Robot Productions et Warner Bros. Television
- Société de distribution : NBC
- Pays d'origine :  États-Unis
- Langue originale : anglais
- Format : couleur - 35 mm - 1,78:1 - son Dolby Digital
- Genre : science-fiction
- Durée : 43 minutes

## Épisodes
| Saison | Saison | Nombre d'épisodes | Diffusion originale | Diffusion originale | Diffusion originale | Diffusion originale |
| Saison | Saison | Nombre d'épisodes | Année               | Jour et heure       | Début de saison     | Fin de saison       |
| ------ | ------ | ----------------- | ------------------- | ------------------- | ------------------- | ------------------- |
|        | 1      | 20                | 2012-2013           | Lundi 22 h          | 17 septembre 2012   | 3 juin 2013         |
|        | 2      | 22                | 2013-2014           | Mercredi 20 h       | 25 septembre 2013   | 21 mai 2014         |

### Première saison (2012-2013)
1. Blackout (Pilot)
2. La Captive (Chained Heat)
3. Sans merci (No Quarter)
4. Aux abois (The Plague Dogs)
5. L'Attaque du train (Soul Train)
6. Demande d'asile (Sex and Drugs)
7. Les Enfants soldats (The Children's Crusade)
8. Le Dernier Pont (Ties That Bind)
9. Le Bout du tunnel (Kashmir)
10. Derrière les lignes ennemies (Nobody's Fault But Mine)
11. Combat inégal (The Stand)
12. Vieilles Connaissances (Ghosts)
13. L'Interrogatoire (The Song Remains the Same)
14. Les Lumières d'Atlanta (The Night the Lights Went Out in Georgia)
15. Retour au bercail (Home)
16. Un dangereux allié (The Love Boat)
17. Retraites stratégiques (The Longest Day)
18. Le Traître (Clue)
19. Les Gardiens (Children of Men)
20. La Tour sombre (The Dark Tower)

### Deuxième saison (2013-2014)
La deuxième saison a été diffusée à partir du 25 septembre 2013.
1. Les combats continuent (Born in the U.S.A.)
2. Survivre ensemble (There Will Be Blood)
3. Par amour (Love Story)
4. De l'autre côté du masque (Patriot Games)
5. L'Union sacrée (One Riot, One Ranger)
6. L'Ennemi public numéro un (Dead Man Walking)
7. Chasse à l'homme (The Patriot Act)
8. Le Secret du Dr Horn (Come Blow Your Horn)
9. L'Interface (Everyone Says I Love You)
10. Le Fils caché (Three Amigos)
11. Mes deux pères (Mis Dos Padres)
12. L'Antidote (Captain Trips)
13. Le temps suspendu (Happy Endings)
14. Le Combat (Fear and Loathing)
15. Chasseur de rêve (Dreamcatcher)
16. Programmé pour tuer (Exposition Boulevard)
17. À feu et à sang (Why We Fight)
18. L'Attentat (Austin City Limits)
19. Quand le pire arrive (Shit Happens)
20. Pour les lendemains meilleurs (Tomorrowland)
21. Menace toxique (Memorial Day)
22. Vers un nouveau commencement (Declaration of Independence)

## Univers de la série

### Les personnages

#### Personnages principaux
Il y a trois statuts possibles pour les personnages :
- Vivant(e) ;
- Mort(e) ;
- Inconnu (le statut du personnage n'est pas connu par le téléspectateur).

Miles Matheson (vivant)
Miles est un ancien général de la milice de la république de Monroe. À présent, il aide les résistants et sa nièce Charlie qui recherche son frère à la suite de la mort de leur père.
Charlotte « Charlie » Matheson (vivante)
Charlotte est la fille de Ben et Rachel Matheson ainsi que la nièce de Miles Matheson. Au départ elle demande l'aide à Miles pour libérer Danny des griffes de Monroe. Puis elle s'engage dans la résistance.
Sa relation avec Miles est plus proche d'une relation père/fille - qu'oncle/nièce ; et sa relation avec Sebastian Monroe est quand a elle assez ambigue elle évolue surtout dans la saison 2 entre la haine et l'attirance. 
Sebastian « Bass » Monroe (vivant)
Sebastian est le chef de la république de Monroe qu'il dirige en dictateur.
Ancien meilleur ami de Miles Matheson, ils sont tous deux en conflit, chacun souhaitant retrouver et tuer l'autre. Cependant, ils ne sont pas capables de le faire se considérant toujours comme de bons amis.
Rachel Matheson (vivante)
C'est la mère de Charlie et Danny Matheson, veuve de Ben. Elle est à l'origine du blackout. Elle est détenue par Monroe pour trouver un moyen de lui procurer de l'électricité. Après la mort de son fils, elle va tenter de rétablir l’électricité et de tuer Monroe.
Danny Matheson (mort dans l'épisode 11, saison 1)
Danny est le frère de Charlie. Il est capturé par Tom Neville. Il est tué par un hélicoptère de la milice de Monroe.
Aaron Pittman (vivant)
Aaron est un ami de Ben Matheson et un grand informaticien richissime de Google. Dans le premier épisode de la première saison, Ben donne à Aaron un pendentif qui a le pouvoir de rallumer l'électricité autour de lui et lui demande de le garder en sécurité. Il va accompagner Charlie Matheson puis Rachel Matheson dans leur périple. C'est lui qui va rallumer l'électricité dans le monde entier à la fin de la première saison.
Nora Clayton (morte dans l'épisode 20, saison 1)
Nora est une rebelle qui aide Miles. Elle est spécialisée dans la fabrication de bombes.
Capitaine Tom Neville (vivant)
Tom est capitaine de la milice, il est proche du général Monroe, avant de se retourner contre lui. C'est le père de Jason et le mari de Julia Neville.
Jason Neville (mort dans l'épisode 18, saison 2)
Jason est le fils du capitaine Neville et soldat de la milice. Il va rejoindre Charlie et les rebelles. Il est tué par Charlie qui lui tire dessus pour se défendre.
Ben Matheson (mort dans l'épisode 1, saison 1)
Ben est le père de Charlie Matheson, époux de Rachel Matheson et frère de Miles Matheson. Il est à l'origine de l'arrêt de l'électricité dans le monde. Dans le premier épisode de la première saison, il se fait tuer par un soldat de la milice de la république de Monroe. La troupe était commandée par le capitaine Tom Neville.
Maggie Foster (mort dans l'épisode 4, saison 1)
Maggie est en voyage d'affaire aux États-Unis lorsque le blackout a eu lieu. Quand Ben la trouve, elle voulait se suicider ne trouvant aucun moyen de rejoindre sa famille au Royaume-Uni. Elle meurt finalement dans l'épisode quatre de cette première saison. En voulant lutter pour ne pas se faire tuer, elle se plante le couteau de son ravisseur dans la cuisse et touche une artère.

#### Personnages récurrents
Grace Beaumont (vivante)
Mêlée au blackout, elle rejoint la tour, envoyée par Randall.
Julia Neville
Julia est la femme du capitaine Tom Neville et la mère de Jason Neville. Elle offre un soutien inconditionnel à son mari. Elle réside tout d'abord à Philadelphie (république de Monroe) puis à Atlanta (en Géorgie). Elle est utilisée comme moyen de pression par Monroe sur le capitaine Neville.
Randall Flynn (mort dans l'épisode 20, saison 1)
Ancien Secrétaire adjoint de la Défense des États-Unis, il est le principal responsable du blackout. Il travaille ensuite avec Monroe en lui procurant des amplificateurs d'énergie qui permettent à la république d'avoir des véhicules de guerre opérationnels. À la fin de la saison 1, se déclarant « patriote », il se suicide après avoir envoyé des missiles balistiques sur Philadelphie et Atlanta, sièges de la république de Monroe et de la Fédération de Géorgie, pour initier une reconstruction des États-Unis.
Sergent Will Strausser (mort dans l'épisode 10, saison 1)
Sous-officier de la milice au passé civil psychopathe, ses méthodes d'action violentes font de lui un auxiliaire particulièrement apprécié de Monroe. De tous les hommes que Miles Matheson a formés quand il était général de la milice de Monroe, Strausser est le seul qu'il craint vraiment.
Capitaine Jeremy Baker (mort dans l'épisode 17, saison 1)
Le Capitaine Baker est au service de la République de Monroe et est sous les ordres directs du général. C'est un ami de Monroe et de Miles puisque dans une scène de flash-back, on le voit se faire sauver de deux pillards par Monroe et Miles.
Au début de la saison 1, on le voit traquer les rebelles dans une de leurs bases, là où se sont réfugiés Miles et ses compagnons. Baker entreprend le siège de la base mais ne peut progresser car ses hommes se font abattre par un tireur d'élite rebelle disposant d'un fusil moderne de haute précision.
Pendant l'assaut final, il se fait capturer par Miles mais dévoile la véritable identité de ce dernier aux rebelles. : Jeremy Baker monte en grade au fil de la saison, accompagnant Monroe dans tous ses déplacements.
Il sera le chef d'état-major de la milice de Monroe car tous les autres officiers avant lui sont exécutés par la folie de Monroe.
À Philadelphie, en allant boire un verre avec Monroe, ils sont pris en embuscade. Monroe, dans sa paranoïa, croit le colonel impliqué dans l'embuscade alors qu'il n'en est rien.
Néanmoins Jeremy, plus tard, se sentant menacé et sachant qu'il allait être exécuté, finit par dire ses quatre vérités au général Monroe, chose que personne n'avait osé avant lui. Il croyait sincèrement à la construction d'un monde meilleur comme il le dit lui-même juste avant sa mort.
Priscilla Pittman (vivante)
Elle est la femme d'Aaron Pittman. Ils se retrouvent vers la fin de la première saison, quinze ans après qu'Aaron l'ait forcée à partir avec des réfugiés, peu après le black-out.
Docteur Bradley Jaffe (mort)
Collègue de Ben et Rachel Matheson. Il détient un des 12 pendentifs. Séquestré par la Milice dans l'épisode 7.
Kelly Foster (inconnu)
Elle est la présidente de la fédération de Géorgie, l'ennemi de la république de Monroe. Elle offre un soutien considérable aux rebelles et nomme Miles Matheson général.

### Territoires
L'histoire se déroule en Amérique du Nord. Il est possible de distinguer plusieurs territoires tels que la « République de Monroe, la Fédération de Géorgie, le Texas, La Nation des plaines, le Commonwealth de Californie, et les Terres inhabitées », tous devenus des nouveaux territoires indépendants.

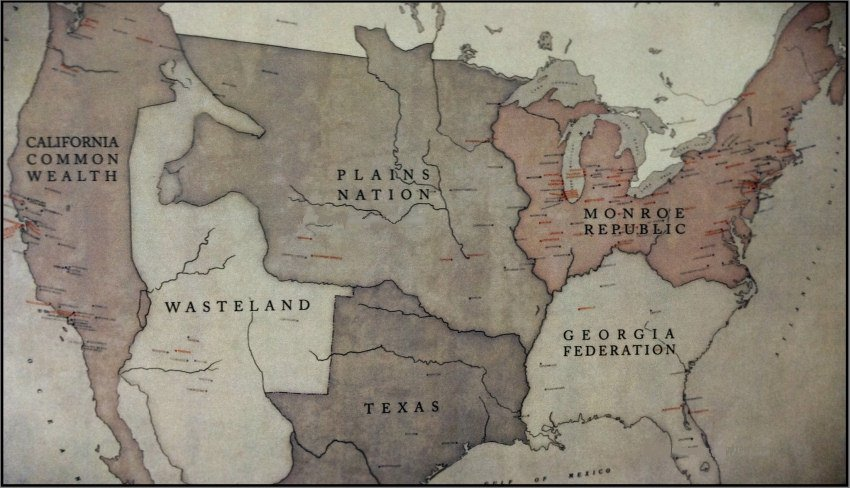
Carte représentant les nouveaux États souverains, ayant remplacé les États-Unis d'Amérique

#### République de Monroe

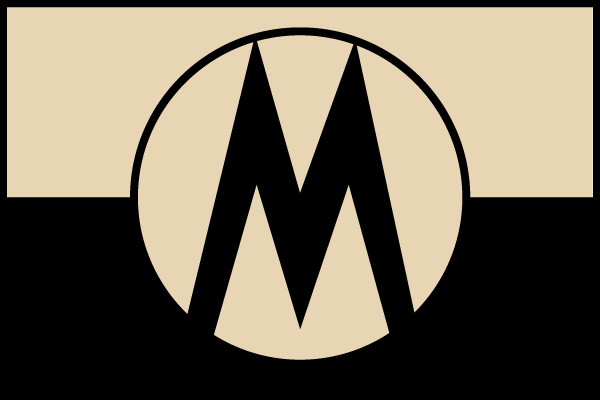
Drapeau de la République de Monroe

La République de Monroe constitue l'entité politique indépendante qui a succédé au nord-est des États-Unis et d'une partie du sud-est du Canada. Elle est dirigée par le Général Sebastian « Bass » Monroe (David Lyons). Le siège est à Independence Hall à Philadelphie.
La milice de Monroe constitue la seule force armée autorisée de la république : il est interdit à tout citoyen de posséder une arme à feu sous peine de pendaison. La milice est entièrement sous le contrôle du général et a un contrôle complet sur toutes les villes et villages qui doivent donner une partie de leurs récoltes en tant qu’impôt à la milice. La milice lutte principalement contre les rebelles (n’importe qui avec un drapeau des États-Unis sera considéré comme un rebelle). Les membres de la milice sont marqués sur le poignet de « la marque de Monroe » au fer rouge.
Membres de la milice :
- Sebastian « Bass » Monroe, général de la république et commandant suprême de la milice (David Lyons)
- Miles Matheson, ancien généralissime et commandant de la milice (Billy Burke)
- John Faber, colonel de la milice (Ric Reitz)
- Tom Neville, capitaine puis Commandant (Giancarlo Esposito)
- Jason Neville, fils du commandant (J. D. Pardo)
- Franklin, major (Ramon Fernandez)
- Jeremy Baker, capitaine (Mark Pellegrino)
- Will Strausser, sergent et interrogateur (David Meunier)
- Slotnick, lieutenant (Joshua Cox (de))
- Alec Penner, membre (Dayo Okeniyi)
- Jim Hudson, membre (Malik Yoba)
- Nora Clayton, ancienne membre (Daniella Alonso)

#### Fédération de Géorgie

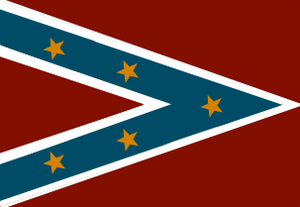
Drapeau de la fédération de Géorgie

La Fédération de Géorgie, constitue la nation du Sud-Est du nouveau territoire américain. Le dirigeant est la présidente Kelly Foster (Leslie Hope). La capitale est Atlanta (Géorgie).

#### Le Texas

Drapeau du Texas

Le président est Bill Carver, il siège à Austin, capitale du Texas. L'État dispose de Texas Rangers.

#### La Nation des plaines
La Nation des Plaines est un territoire souverain situé au centre des anciens États-Unis d'Amérique, à l'ouest de la République de Monroe et de la Confédération de Géorgie. Ses habitants semblent être des tribus semi-nomades et ce territoire ne possède pas ou peu de grosses infrastructures comme les autres républiques.

#### Les Patriots
Ce qui reste du gouvernement fédéral des États-Unis s'est réfugié dans la colonie américaine situé dans la base navale de la baie de Guantánamo à Cuba. Ils comptent reprendre les États-Unis en commençant par la Maison-Blanche.

## Accueil

### Audiences

#### Aux États-Unis
Le 17 septembre 2012, l’épisode pilote a rassemblé 11,65 millions de téléspectateurs avec un excellent taux de 4,1 % sur les 18-49 ans, ce qui reste à ce jour la meilleure audience de la série et son meilleur taux sur les 18-49 ans.
Le quinzième épisode de la première saison à quant à lui, retenu l'attention de 5,49 millions de téléspectateurs, soit la pire audience de la série.
Au fil de la diffusion, la première saison perd presque 3 millions de téléspectateurs et obtient une moyenne de 7,5 millions de téléspectateurs par épisode.
Lors de la deuxième saison, le premier épisode a réuni 6,81 millions de téléspectateurs avec un taux de 1,8 % sur les 18-49 ans.

## Sortie DVD / Blu-ray en France
- Saison 1 : sortie le 9 juillet 2014 en coffret 5 DVD et en coffret 4 Blu-ray.
- Saison 2 : sortie le 25 mars 2015 en coffret 5 DVD.